# Daniyal Akhmetov
Daniyal Kenzhetayuly Akhmetov (em cazaque:  Даниал Кенжетайұлы Ахметов; Pavlodar, 15 de junho de 1954) é um político cazaque que atuou como 6º primeiro-ministro do Cazaquistão de 13 de junho de 2003 a 9 de janeiro de 2007.
Os críticos se referem a ele como "O Exterminador", um apelido que ele ganhou como o äkim (chefe de um governo local) da região de Pavlodar por suas ações em suprimir apoiadores de Galymzhan Zhakiyanov, o äkim anterior. Em 8 de janeiro de 2007, ele renunciou ao cargo de primeiro-ministro. Ele não disse por quê, mas o presidente Nursultan Nazarbayev o criticou em 2006 por gastos excessivos e outros erros administrativos. Nazarbayev aceitou sua renúncia e imediatamente o nomeou primeiro-ministro interino.
Akhmetov foi incluído como Ministro da Defesa no governo que assumiu o cargo em 10 de janeiro de 2007. Ele foi demitido desse cargo em junho de 2009. Em 11 de novembro de 2014, foi nomeado äkim da Região do Cazaquistão Oriental.